# Maruyama Ōkyo

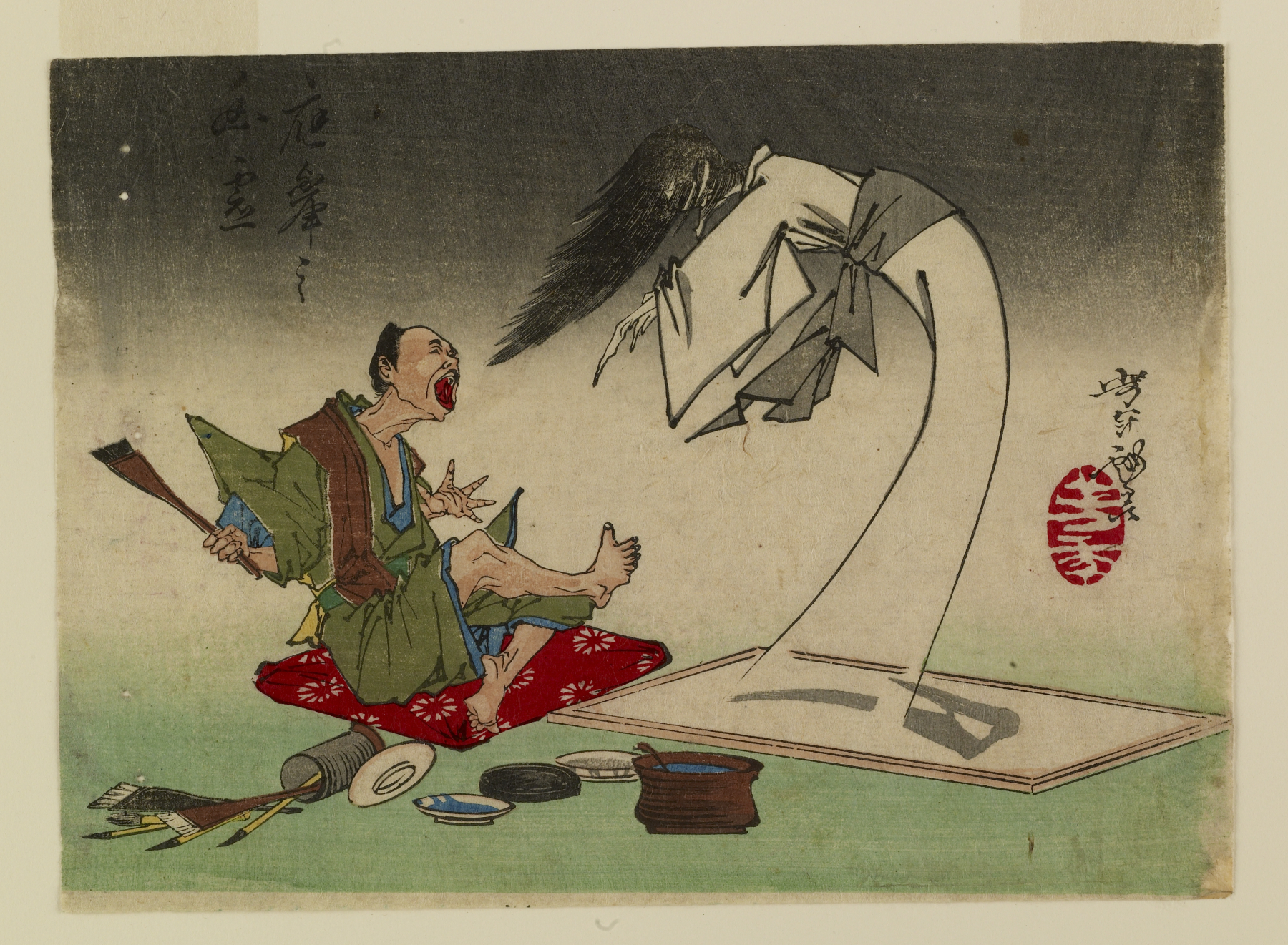
Maruyama Ōkyo de Tsukioka Yoshitoshi.

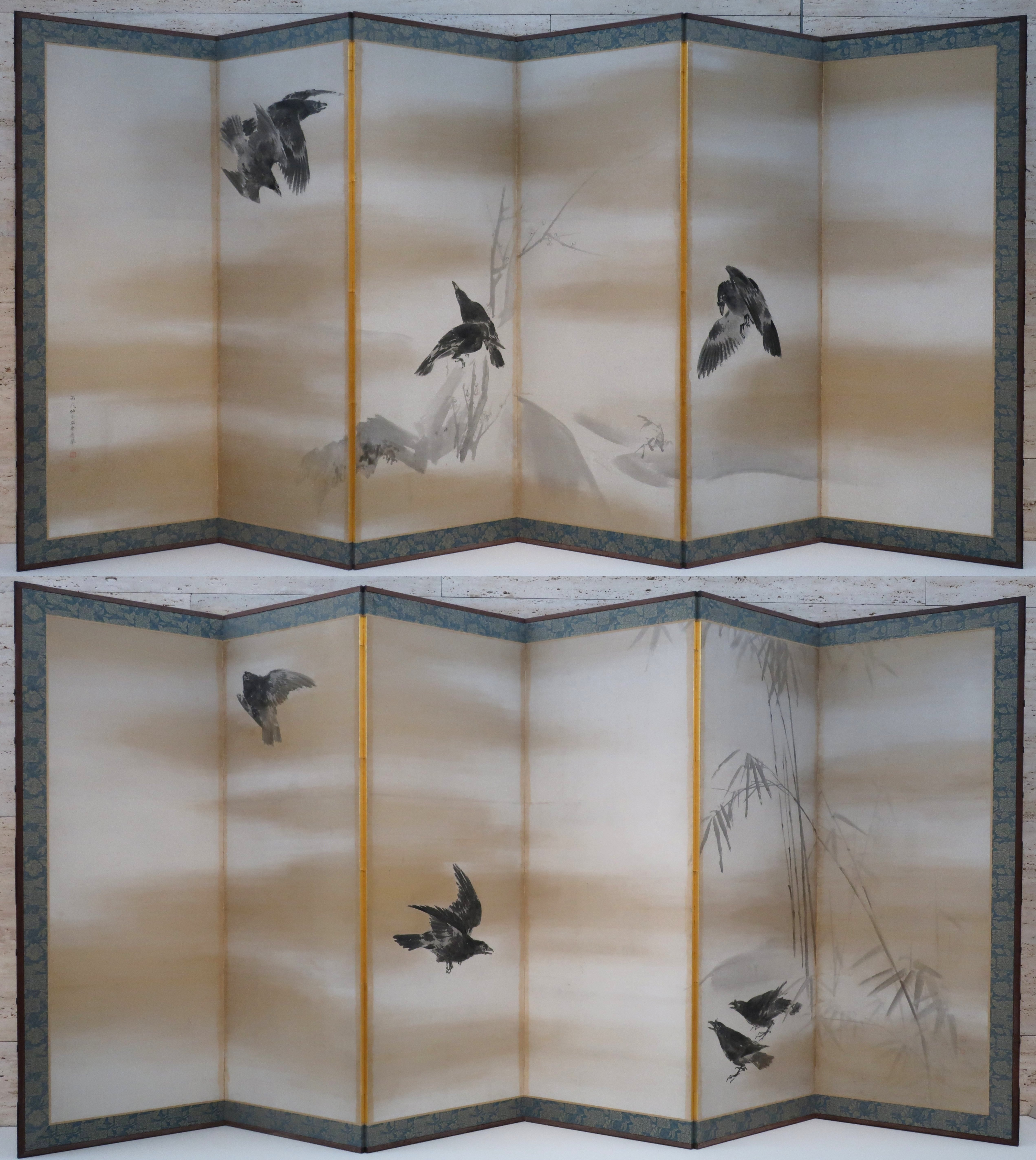
Ciori, 1766; pereche de șase paravane care se îndoaie în șase; cerneală și auriu pe hârtie.

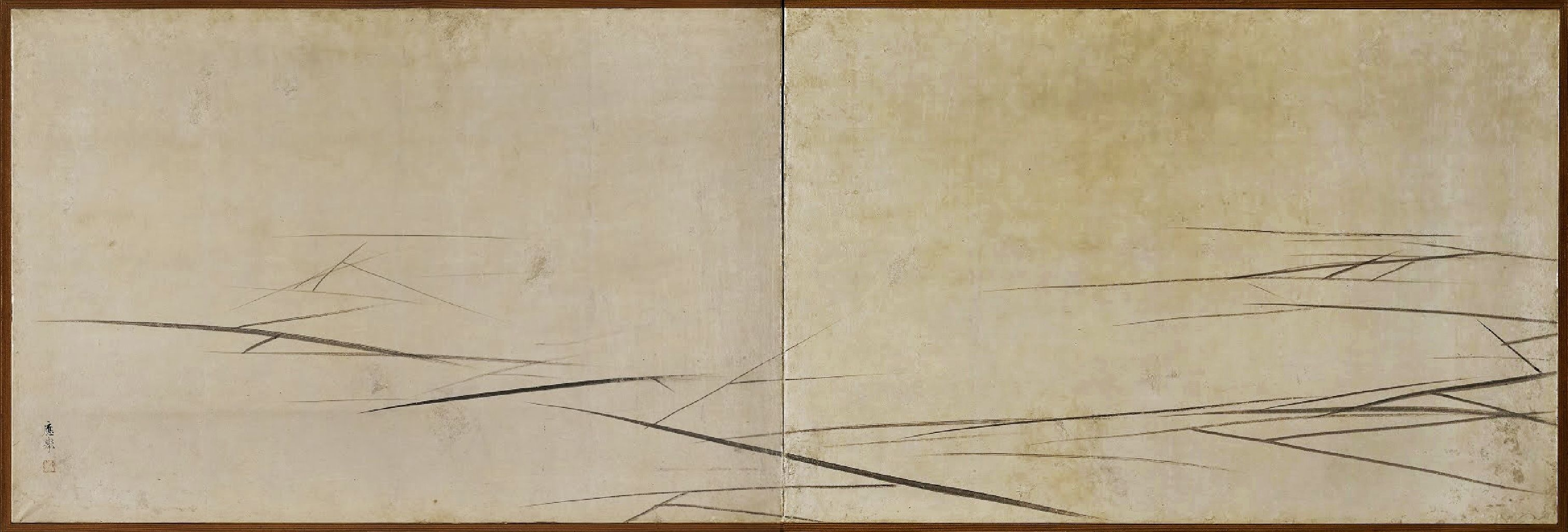
Gheață spartă prezintă influența artei occidentale și utilizarea perspectivei.

Maruyama Ōkyo (în japoneză 圓山 應舉, n. 12 iunie 1733, Minamikuwada district⁠(d), Prefectura Kyoto, Japonia – d. 31 august 1795, Kyoto, Japonia), născut Maruyama Masataka, a fost un artist japonez activ la sfârșitul secolului al XVIII-lea. S-a mutat la Kyoto, timp în care a studiat lucrări de artă din surse chineze, japoneze și occidentale. S-a ivit astfel un stil personal de naturalism occidental amestecat cu design decorativ oriental, iar Ōkyo a fondat școala de pictură Maruyama. Deși mulți dintre colegii săi artiști i-au criticat opera ca fiind prea servil devotată reprezentării naturale, ea s-a dovedit un succes în rândul laicilor.

## Cariera timpurie
Ōkyo s-a născut într-o familie de fermieri în Ano-o, în Kameoka de astăzi, Kyoto. În adolescență, s-a mutat la Kyoto și s-a alăturat clasei de orășeni (chōnin). A fost ucenic la un magazin de jucării, unde a pictat fețele păpușilor. Magazinul a început să vândă stereoscoape europene, noutăți care, analizate, prezentau iluzia unei imagini tridimensionale. A fost prima privire a lui Ōkyo asupra perspectivei în stil occidental și, în 1767, a încercat realizarea unei astfel de imagini. El a creat Vedere asupra portului, o imagine mică în perspectivă într-un singur punct. Ōkyo a stăpânit în curând tehnicile de a desena imagini stereoscopice (megane-e, imagini cu ochelari).
Ōkyo a decis să urmeze o carieră ca artist. El a studiat mai întâi sub Ishida Yūtei, un membru al școlii Kanō și, în cele din urmă, a avut o influență mai mare asupra lui Ōkyo decât imaginile stereoscopului. În acești ani de formare, Ōkyo a studiat și pictura chineză. El a admirat în special lucrările lui Qian Xuan, un pictor din secolul al XIII-lea, cunoscut pentru desenele sale detaliate cu flori, și al lui Qiu Ying, un pictor de portrete din secolul al XVI-lea. De fapt, „kyo” din numele lui Ōkyo a fost adoptat ca tribut adus lui Ch'ien Hsüan. Ōkyo a adoptat chiar și pentru scurt timp practica chineză de a-și semna numele cu o singura litera, așa că pentru o vreme a fost cunoscut sub numele de Ōkyo En. A studiat lucrările lui Shen Quan, un artist chinez care a trăit în Nagasaki între 1731 și 1733 și a pictat imagini cu flori. Cu toate acestea, lui Ōkyo nu i-a plăcut modul în care artistul trata proporția, preferând lucrările lui Watanabe Shikō. De asemenea, a studiat picturile dinastiilor Ming și Qing. Poate cel mai important, Ōkyo a studiat cu nerăbdare orice picturi sau imprimeuri occidentale pe care le-a putut găsi.

## Succesul
Prima comanda importantă a lui Ōkyo a venit în 1768 de la Yūjō, starețul unui templu din Ōtsu numit Enman'in. În următorii trei ani, Ōkyo a pictat Cele șapte nenorociri și șapte noroace, o descriere a rezultatelor atât ale karmei rele, cât și ale celei bunei. Cele trei suluri însumează aproximativ 45 de metri lungime. Ōkyo a încercat să găsească modele pentru oamenii înfățișați în ele, chiar și pentru imaginile șocante, cum ar fi un bărbat rupt în două de tauri înspăimântați. Introducerea sa în lucrare afirmă că el credea că oamenii trebuie să vadă realitatea, nu viziuni imaginare ale Nirvanei sau Iadului, dacă ar fi să creadă cu adevărat în principiile budiste.

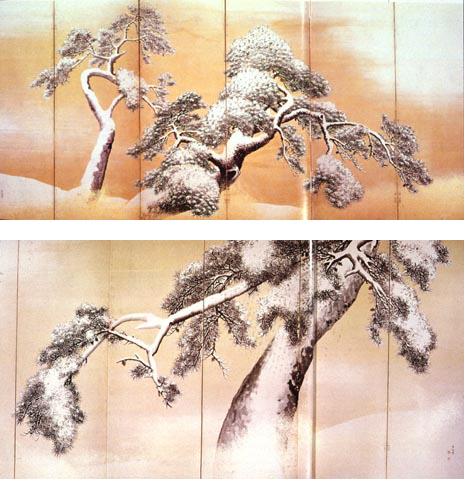
Pini, c. 1780; pereche de panouri.

Alți pictori au criticat stilul lui Ōkyo. Ei au considerat că este prea preocupat de înfățișarea fizică, pretinzând că era prea îndatorat față de lumea reală și a produs lucrări nedemne. Cu toate acestea, stilul său s-a dovedit popular în rândul publicului și au venit comenzi pentru a realiza peisaje în stil occidental, ecrane decorative și nuduri. A făcut desene ale oamenilor și le-a folosit ca material în picturile sale. Ōkyo a fost probabil primul artist japonez care a realizat desene de viață după modele nud. Subiectul era încă considerat pornografic în Japonia. În timpul carierei sale a pictat pentru negustorii bogați, shogunat, sau chiar și pentru împărat.
Percepția publicului despre priceperea lui Ōkyo este evidentă într-o legendă relatată de Van Briessen. Povestea spune că un daimyō l-a însărcinat pe Ōkyo să picteze o „imagine fantomă” a unui membru pierdut al familiei. Odată ce lucrarea a fost finalizată, imaginea fantomă s-a desprins de pe tablou și a zburat departe.

## Școala Maruyama
Succesul l-a determinat pe Ōkyo să înființeze o școală în Kyoto, unde își putea preda noul stil. A fost un profesor de artă talentat, și a avut în curând mulți studenți. El i-a învățat să se bazeze pe natură pentru a reda imaginile într-o reprezentare realistă de lumină, umbră și forme. Școala a devenit populară, iar filiale au apărut curând în alte locații, inclusiv în Osaka. O mare parte din munca școlii este păstrată astăzi la Daijō-ji, un templu din Kasumi (prefectura Hyōgo). Elevi remarcabili au fost fiul lui Ōkyo, Maruyama Ōzui, Nagasawa Rosetsu și Matsumura Goshun.
Goshun s-a alăturat școlii lui Ōkyo în 1787. În acel an, școala Maruyama a primit o comanda pentru a picta panouri pentru Daijō-ji. Mai târziu în acel an, în Kyoto a avut loc un incendiu devastator, așa că Ōkyo și Goshun s-au mutat într-un templu numit Kiunin. Cei doi au devenit prieteni rapid, iar Ōkyo a refuzat să considere relația lor ca pe cea dintre un profesor și student. Mai târziu, Goshun a fondat școala Shijō.

## Stilul

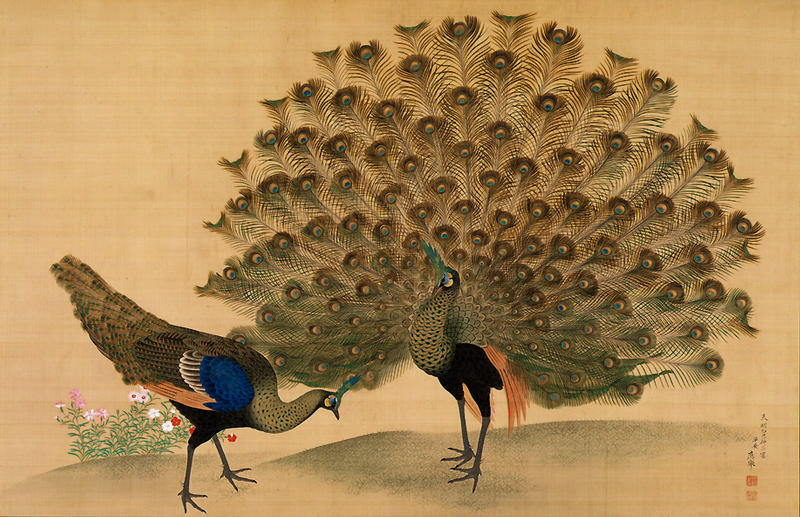
Păun și păuniță; sul; culoare pe mătase

Stilul de pictură al lui Ōkyo a îmbinat o versiune liniștită a naturalismului occidental cu pictura decorativă orientală a școlii Kanō. Lucrările sale arată o înțelegere occidentală a luminii și umbrelor. Realismul său a fost diferit de școlile japoneze anterioare prin devotamentul față de natură, ca sursă supremă, fără a ține cont de sentimente. Schițele complicate de plante și animale ale lui Ōkyo arată o mare influență a desenelor naturii europene. Un album de frunze din Colecția Nishimura din Kyoto (acum sub formă de sul) prezintă mai multe animale și plante, fiecare etichetate ca și cum ar fi în ghidul european.
Cu toate acestea, lucrările lui Ōkyo rămân japoneze. Spre deosebire de pictura europeană, imaginile lui Ōkyo au foarte puține tonuri medii. Mai mult, el urmează tradiția orientală în înfățișarea obiectelor cu foarte puțin decor; adesea picturile sale prezintă un singur subiect pe un fundal simplu. Rezultatul este un naturalism mai imediat cu o senzație decorativă și reflexivă. Acest lucru a fost realizat printr-o manevrare pricepută a pensulei; Ōkyo a pictat cu o pensulă lată și plată, pe care o încărca cu mai multă vopsea pe o parte. Acest lucru a dus la crearea unor linii largi care variază în acoperirea vopselei. Natura nu era singurul lui subiect; multe lucrări ale lui Ōkyo descriu scene normale din viața din zona comercială a Kyoto.

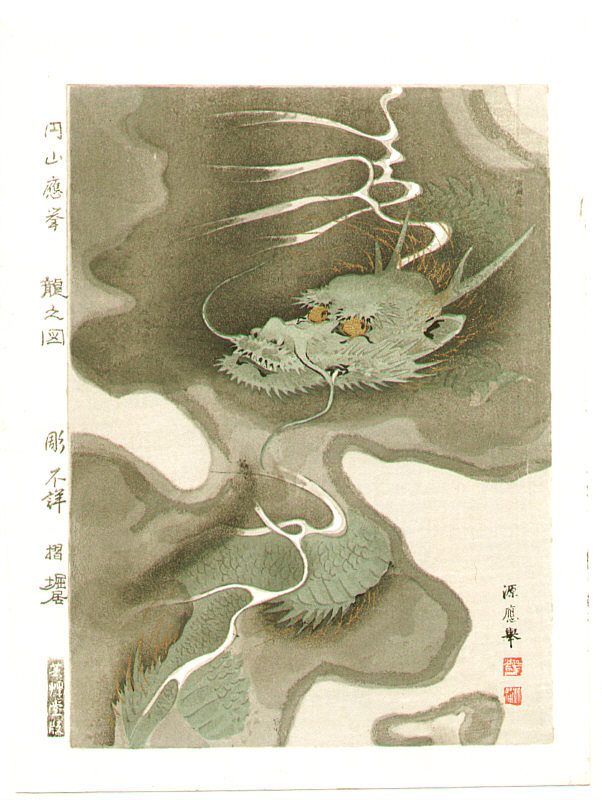
Dragon

Tabloul său Gâștele care coboară pe apă, pictat la Enman'in, Ōtsu în 1767, este un exemplu timpuriu al stilului său matur. Subiectul este tratat ca parte a naturii; nimic filozofic nu este subînțeles așa cum s-a făcut cu astfel de imagini în tradiția est-asiatică. De asemenea, Pescărușul și păstrăvul, pictat în 1769, prezintă o pasăre în partea de sus a imaginii, care așteaptă să prindă un pește. Păstrăvul înoată sub o stâncă mare din apropierea centrului. Păsările, peștii și piatra apar toate așa cum apar în natură, creând o pictură reală, inteligibilă și cu aspect natural. Mai târziu, tabloul Pini înzăpeziți, executat în 1773 pentru bogata familie Mitsui, este realist, în ciuda faptului că este realizat în cerneală pe un fundal auriu. Cele două paravane cu șase panouri arată scoarța copacului și ace de pin separate prin mișcări diferite de pensulă, iar zăpada albă pare să îngreuneze ramurile. Scoarța este pictată în tehnica tsuketate, care nu folosește contururi, doar nuanțe închise și deschise pentru a crea iluzia de volum.
Cascada Hozu, pictată în 1795, este una dintre lucrările ulterioare ale lui Ōkyo. Pe două paravane îndoite de opt ori, se înfățișează un copac și un grup de stânci cu niște dragoni. Lucrarea arată astfel capacitatea lui Ōkyo de a reda elementele naturale într-un mod convingător de realist. Cu toate acestea, dragonii, potrivit criticilor de artă precum Paine, demonstrează o slăbiciune; sunt tratați academic, pierzând astfel esența lor grandioasă, legendară.